# Himera (álbum)
Химера (en ruso Quimera) es el octavo álbum de estudio de Aria. Igualmente, fue el último en que participó Valery Kipelov.

## Lista de canciones
Todas las letras escritas por Margarita Pushkina.
| N.º | Título             | Música                             | Título en español          | Duración |  |
| 1.  | «Химера»           | Vladimir Holstinin, Valery Kipelov | Quimera                    | 4:37     |  |
| 2.  | «Небо Тебя Найдёт» | Holstinin                          | El cielo te encontrará     | 5:29     |  |
| 3.  | «Я не Cошёл с Ума» | Sergei Terentiev                   | No me volví loco           | 6:25     |  |
| 4.  | «Вампир»           | Holstinin                          | Vampiro                    | 5:28     |  |
| 5.  | «Горящая Стрела»   | Vitaly Dubinin                     | Flecha ardiente            | 4:09     |  |
| 6.  | «Штиль»            | Dubinin                            | Calma                      | 5:33     |  |
| 7.  | «Путь в Никуда»    | Kipelov                            | Camino hacia ninguna parte | 5:27     |  |
| 8.  | «Ворон»            | Dubinin                            | Cuervo                     | 5:42     |  |
| 9.  | «Осколок Льда»     | Dubinin                            | Pedazo de hielo            | 5:25     |  |
| 10. | «Тебе Дадут Знак»  | Holstinin                          | Se te dará una señal       | 8:52     |  |

## Créditos
- Valery Kipelov - Voz
- Vladimir Holstinin - Guitarra, teclado en las pistas 1, 3 y 4
- Sergei Terentiev - Guitarra
- Vitaly Dubinin - Bajo, voz, teclado en las pistas 6, 8 y 9
- Alexander Maniakin - Batería
- Sergei Naumenko - Teclado en la pista 7
- Oleg Mishin - Flauta en la pista 4